# Jakubowice Murowane
Jakubowice Murowane is een dorp in het Poolse woiwodschap Lublin, in het district Lubelski. De plaats maakt deel uit van de gemeente Wólka.